# Dmitri Písarev
Dmitri Ivánovich Písarev (Ruso: Дмитрий Иванович Писарев; 14 de agosto de 1840 - 16 de julio de 1868) fue un filósofo nihilista, escritor y crítico radical ruso que, de acuerdo a Gueorgui Plejánov, "Gastó sus mejores años de vida dentro de una fortaleza".
Písarev fue uno de los escritores que propulsó la tendencia democrática-revolucionaria en Rusia durante la década de 1860. La siguiente generación de rusos, famosos por los eventos de 1905 y 1917, confirman la influencia de Písarev. La esposa de Lenin, Nadezhda Krúpskaya, escribió en una ocasión, "Lenin fue de aquella generación que creció bajo la influencia de Písarev".
Písarev quiso, más que cualquier otra cosa, el fin de la pobreza y miseria en la cual vivía un gran sector de la población rusa durante la segunda mitad del siglo XIX. Este deseo fue perseguido a través de la filosofía, críticas literarias y análisis familiares y sociales.

## Citas de Lenin sobre Písarev
Escribió Lenin, en el quinto capítulo de su obra "¿Qué hacer?" publicada en 1902:

"Sólo de pensar en estas preguntas amenazadoras me dan escalofríos y miro dónde podría esconderme. Intentaré hacerlo tras Písarev.

Hay disparidades y disparidades –escribía Písarev a propósito de la existente entre los sueños y la realidad -. Mis sueños pueden adelantarse al curso natural de los acontecimientos o bien desviarse hacia donde el curso natural de los acontecimientos no pueden llegar jamás. En el primer caso, los sueños no producen ningún daño, incluso pueden sostener y reforzar las energías del trabajador… En sueños de esta índole no hay nada que deforme o paralice la fuerza de trabajo. Todo lo contrario. Si el hombre estuviese privado por completo de la capacidad de soñar así, si no pudiese adelantarse alguna que otra vez y contemplar con su imaginación el cuadro enteramente acabado de la obra que empieza a perfilarse por su mano, no podría figurarme de ningún modo qué móviles lo obligarían a emprender y llevar a cabo vastas y penosas empresas en el terreno de las artes, de las ciencias y de la vida práctica… La disparidad entre los sueños y la realidad no produce daño alguno, siempre que el soñador crea seriamente en un sueño, se fije atentamente en la vida, compare sus observaciones con sus castillos en el aire y, en general, trabaje a conciencia por que se cumplan sus fantasías. Cuando existe algún contacto entre los sueños y la vida, todo va bien."